# Matthias Bormuth
Matthias Bormuth (* 16. Mai 1963 in Bad Arolsen) ist ein deutscher Ideenhistoriker und Kulturwissenschaftler.

## Leben
Nach dem Abitur 1981 am Gymnasium Philippinum Marburg studierte Bormuth Humanmedizin an der Philipps-Universität Marburg und an der Universität Göttingen. Als Arzt arbeitete er einige Jahre psychiatrisch und psychotherapeutisch, zuerst an der Klinik Hohe Mark bei Frankfurt und anschließend an der Universitätsklinik Jena.
Bormuth wurde 1994 Stipendiat am Deutschen Literaturarchiv in Marbach und 1995 am Graduiertenkolleg Ethik in den Wissenschaften der Universität Tübingen. Er promovierte dort als wissenschaftlicher Assistent am Institut für Ethik, Geschichte und Theorie der Medizin mit der Monografie Lebensführung in der Moderne – Karl Jaspers und die Psychoanalyse (Frommann Holzboog 2002/ergänzte Ausgabe 2018). Er habilitierte sich 2008 mit Ambivalenz der Freiheit – Suizidales Denken im 20. Jahrhundert (Wallstein 2008/ergänzte Ausgabe 2021).
Von 1998 bis 2008 war Bormuth auch wissenschaftlicher Mitarbeiter am Philosophischen Seminar der Universität Heidelberg im Rahmen der Karl-Jaspers-Briefedition (Wallstein 2016).
Als Feodor-Lynen-Stipendiat der Alexander von Humboldt-Stiftung lehrte und forschte Bormuth an der City University of New York und von 2010 bis 2012 als Heisenberg-Stipendiat an der Universität Tübingen. 2011 war Bormuth Adjunct Professor for European Intellectual History an der Columbia University in New York.
Seit 2012 ist Bormuth Inhaber einer verstetigten Heisenberg-Professur für Vergleichende Ideengeschichte an der Carl von Ossietzky Universität Oldenburg und seit 2013 Leiter des dortigen Karl-Jaspers-Hauses. Er ist Vorsitzender der Karl-Jaspers-Gesellschaft.

## Stipendien und Auszeichnungen
- 2002: Promotionspreis der Universität Tübingen
- 2002: Hauptpreis der Stehr-Boldt-Fonds der Universität Zürich
- 2009: Fellow am Kolleg Friedrich Nietzsche, Klassik Stiftung Weimar
- 2009: Feodor-Lynen-Stipendium der Alexander von Humboldt-Stiftung
- 2010: Heisenberg-Stipendium der Deutschen Forschungsgemeinschaft
- 2012: Heisenberg-Professur der Deutschen Forschungsgemeinschaft
- 2017: Mitglied der Akademie der Wissenschaften und Künste in Neapel
- 2022: Preis der Dr. Margrit Egnér-Stiftung (Zürich)
- 2023: Korrespondierendes Mitglied der Niedersächsischen Akademie der Wissenschaften zu Göttingen

## Veröffentlichungen

### Monografien
- Lebensführung in der Moderne. Karl Jaspers und die Psychoanalyse. Stuttgart-Bad Cannstatt: Frommann-Holzboog, 2002, [Erweiterte Neuauflage 2018]
- Anmerkungen zu Gottfried Benn. Ein „Barde des Nationalsozialismus“? Warmbronn: Ulrich Keicher, 2005.
- Mimesis und Der christliche Gentleman. Erich Auerbach und Karl Löwith. Warmbronn: Ulrich Keicher, 2006, ISBN 3938743239.
- Lifeconduct in Modern Times. Karl Jaspers and Psychoanalysis. New York und Berlin: Springer, 2006, ISBN 1402047649.
- Psychiatrie als Passion. Hans Heimann zum Gedächtnis. Warmbronn: Ulrich Keicher, 2007, DOI:10.1055/s-0038-1626972.
- Ambivalenz der Freiheit. Suizidales Denken im 20. Jahrhundert. Göttingen: Wallstein, 2008, ISBN 978-3-8353-5091-5.
- Mit einer Handvoll Sand. Ingeborg Bachmann als Philosophin. Warmbronn: Ulrich Keicher, 2010, ISBN 9783938743904.
- Skizze einer Verunglückten. Ulrike Meinhof in ihrer Zeit. Warmbronn: Ulrich Keicher, 2018.
- Karl Jaspers. Philosophie als Lebensform. Warmbronn: Ulrich Keicher, 2018.
- Die Vielfalt geistiger Erfahrung. Überlegungen zur Ideengeschichte. Göttingen: Wallstein, 2018.
- Die Verunglückten. Bachmann, Johnson, Meinhof, Améry. Berlin: Berenberg, 2019.
- Erich Auerbach. Kulturphilosoph im Exil. Göttingen: Wallstein, 2020.
- Wort und Bild. Martin Warnke zum Gedächtnis. Warmbronn: Ulrich Keicher, 2020.
- Wir modernen Menschen. Über Max Weber. Göttingen: Wallstein, 2020.
- Das Geisterreich. Kant und die Folgen. Göttingen: Wallstein, 2021.
- Krankheit und Erkenntnis. Von Hölderlin bis Weber: Karl Jaspers als Pathograph. Stuttgart und Band Cannstatt: Frommann-Holzboog 2021.
- Die Freiheit zum Tode. Versuch über Wolfgang Herrndorf. Göttingen: Wallstein 2021.
- Ambivalenz der Freiheit. Ergänzte Studien zum suizidalen Denken. Göttingen: Wallstein, 2021.
- Schreiben im Exil. Porträts. Göttingen: Wallstein 2022.
- Zur Situation der Couchecke. Martin Warnke in seiner Zeit. Berlin: Berenberg 2022.
- Die geistige Situation um 1945 - Karl Jaspers und Hannah Arendt. Göttingen: Wallstein 2023.
- Der Bote - Gedanken zu Franz Kafka. Warmbronn: Ulrich Keicher 2023.
- Die Kunst des Fragens - Marginalien und Porträts. Göttingen: Wallstein 2024.
- Trapezkünstler - Der Fall Kafka. Berlin: Berenberg 2024.

### Herausgeberschaften
Sammelbände
- Kritik aus Passion. Studien zu Jean Améry. Herausgegeben von Matthias Bormuth und Susan Nurmi-Schomers, Göttingen: Wallstein, 2005.
- Kunst und Krankheit. Studien zur Pathographie. Herausgegeben von Matthias Bormuth, Klaus Pool. u. Carsten Spitzer. Göttingen: Wallstein 2007.
- "Wahrheit ist, was uns verbindet". Philosophie, Kunst und Krankheit bei Karl Jasper. Herausgegeben von Matthias Bormuth und Monica Meyer-Bohlen, Bremen: Hauschild 2008.
- Marburger Hermeneutik zwischen Tradition und Krise. Herausgegeben von Matthias Bormuth und Ulrich von Bülow, Göttingen: Wallstein, 2008.
- „Wahrheit ist, was uns verbindet“. Karl Jaspers' Kunst zu philosophieren. Herausgegeben von Reinhard Schulz, Giandomenico Bonanni und Matthias Bormuth, Göttingen: Wallstein, 2009
- "Um Abschied geht es ja nun." Exil und kein Ende. Herausgegeben von Hermann Haarmann und Matthias Bormuth, Marburg,  Tetum 2015.
- Karl Jaspers´ Allgemeine Psychopathologie. Standortbestimmungen anläßlich eines Centenariums. Herausgegeben von Matthias Lammel,  Matthias Bormuth, Michael Bauer u. Steffen Lau, Berlin:  Medizinische Verlagsgesellschaft 2016.
- Offener Horizont. Jahrbuch der Karl Jaspers-Gesellschaft. Band 1. Herausgegeben von Matthias Bormuth, Göttingen: Wallstein 2014.
- Offener Horizont. Jahrbuch der Karl Jaspers-Gesellschaft. Band 2. Herausgegeben von Matthias Bormuth, Göttingen: Wallstein 2015.
- Offener Horizont. Jahrbuch der Karl Jaspers-Gesellschaft. Band 3. Herausgegeben von Matthias Bormuth, Göttingen: Wallstein 2016.
- Offener Horizont. Jahrbuch der Karl Jaspers-Gesellschaft. Band 4.. Herausgegeben von Matthias Bormuth, Göttingen: Wallstein 2017.
- Offener Horizont. Jahrbuch der Karl Jaspers-Gesellschaft. Band 5. Herausgegeben von Matthias Bormuth, Göttingen: Wallstein 2018.
- Offener Horizont. Jahrbuch der Karl Jaspers-Gesellschaft. Band. 6 [2019/20]. Herausgegeben von Matthias Bormuth, Göttingen: Wallstein 2020.

Autorenausgaben
- Walter Kappacher: Marilyn Monroe liest Ulysses. Notizen, Fundstücke und dreizehn Fotografien. Herausgegeben von Matthias Bormuth, Warmbronn: Keicher, 2010.
- Hans Heimann: Psychiatrische Anthropologie. Zur Aktualität Hans Heimanns. Herausgegeben von Matthias Bormuth und Frank Schneider, Stuttgart: Kohlhammer, 2013.
- Karl Jaspers: Korrespondenzen. Psychiatrie – Medizin – Naturwissenschaft. Eingeleitet und herausgegeben von Matthias Bormuth und Dietrich von Engelhardt, Wallstein, Göttingen 2016.
- Hannah Arendt: Sokrates. Apologie der Pluralität. Eingeleitet und herausgegeben von Matthias Bormuth, Berlin: Matthes & Seitz, 2016.
- Erich Auerbach: Wahrhafte Wirklichkeit. Erich Auerbach in einer Folge von Briefen. Ausgewählt, eingeleitet und herausgegeben von Matthias Bormuth, Warmbronn: Keicher, 2016.
- Eduard Beaucamp: Im Spiegel der Geschichte. Die Leipziger Schule der Malerei. Herausgegeben von Matthias Bormuth, Richard Hüttel und Michael Triegel, Göttingen: Wallstein, 2017
- Erich Auerbach: Die Narbe des Odysseus. Eingeleitet und herausgegeben von Matthias Bormuth, Berlin: Berenberg, 2017
- Max Weber: Wissenschaft als Beruf. Mit zeitgenössischen Resonanzen und einem Gespräch mit. Dieter Henrich herausgegeben und eingeleitet von Matthias Bormuth, Berlin: Matthes & Seitz, 2017.
- Martin Warnke: Schütteln Sie den Vasari… Kunsthistorische Profile. Herausgegeben und mit einem Vorwort versehen von Matthias Bormuth, Göttingen: Wallstein, 2017.
- Erich Auerbach: Gesammelte Aufsätze zur Romanischen Philologie. 2., um neue Aufsätze ergänzte Auflage, herausgegeben und mit Nachwort sowie Primärbibliographie versehen von Matthias Bormuth und Martin Vialon, Tübingen: Narr Francke Attempto, 2018. [Studienausgabe 2021]
- Hannah Arendt: Freundschaft in finsteren Zeiten. Gedanken über Lessing. Mit Essays von Mary McCarthy, Alfred Kazin und Jerome Kohn, herausgegeben von Matthias Bormuth, Berlin: Matthes & Seitz, 2018.
- Karl Jaspers: Leben als Grenzsituation. Eine Biographie in Briefen. Herausgegeben von Matthias Bormuth, Göttingen: Wallstein, 2019.
- Martin Warnke: Künstlerlegenden. Kritische Ansichten. Herausgegeben von Matthias Bormuth, Göttingen: Wallstein, 2019.
- Martin Warnke: Warburgs Schnecke. Kulturwissenschaftliche Skizzen. Herausgegeben von Matthias Bormuth, Göttingen: Wallstein, 2020.
- Werner Tübke: `Wer bin ich?´- Briefe an einen Freund, hg. von Matthias Bormuth und Annika Michalski unter Mitarbeit von Malte Unverzagt. Mit Essays von Eduard Beaucamp und Golo Mann, Göttingen: Wallstein 2021.
- Erich Auerbach: Mimesis. Dargestellte Wirklichkeit in der abendländischen Literatur. Neuausgabe. Herausgegeben von Matthias Bormuth und Olaf Müller, Tübingen: Narr Francke Attempto 2024.
- Michael Triegel: Malen ist eine Form der Selbsterkenntnis. Gespräche und Essays zur Kunst, hg. von Matthias Bormuth, Göttingen: Wallstein 2025.

Buchreihen
- Medizin und Philosophie: Frommann Holzboog / Stuttgart-Bad Cannstatt (gemeinsam mit Urban Wiesing (Tübingen) und Giovanni Maio (Freiburg))
- Horizonte der Psychiatrie und Psychiatrie - Karl Jaspers-Bibliothek: Kohlhammer Verlag / Stuttgart (gemeinsam mit Andreas Heinz (Berlin) und Markus Jäger (Ulm))
- Bibliothek Arendt - Texte zur Ideengeschichte: Wallstein / Göttingen

### Gespräche
- Michael Krüger: Es gibt noch eine andere Welt. Michael Krüger im Gespräch. Herausgegeben von Matthias Bormuth, Warmbronn: Keicher, 2017.
- Erdmut Wizisla: Irgendwas mit Büchern. Erdmut Wizisla im Gespräch. Herausgegeben von Matthias Bormuth, Warmbronn: Keicher, 2018.
- Matthias Bormuth: Werdegänge. Ideengeschichte in Gesprächen. Göttingen: Wallstein, 2019.
- Monika Eden: Konstellationen. Gespräche zur Gegenwartsliteratur. [auf dem Titelblatt ungenannter Gesprächspartner: Matthias Bormuth], Göttingen: Wallstein 2018.
- Ulrich Keicher: Die Straße ist nicht mein Revier. Ulrich Keicher im Gespräch. Herausgegeben von Matthias Bormuth, Warmbronn: Keicher, 2019
- Peter Hamm: Die Gäule der Erinnerung. Mit einem Nachruf von Michael Krüger. Eingeleitet und herausgegeben von Matthias Bormuth, Warmbronn: Keicher, 2019.
- Dieter Henrich: Ins Denken ziehen. Eine philosophische Autobiographie. Im Gespräch mit Matthias Bormuth und Ulrich von Bülow. München: C.H. Beck 2021.
- Heinrich von Berenberg: Ich bin kein Herdenmensch. Heinrich von Berenberg im Gespräch. Herausgegeben von Matthias Bormuth, Warmbronn: Keicher 2021.